# Bruchophagus justitia
Bruchophagus justitia är en stekelart som först beskrevs av Girault 1915.  Bruchophagus justitia ingår i släktet Bruchophagus och familjen kragglanssteklar. Inga underarter finns listade.